# Marszał Woroszyłow
Marszał Woroszyłow (ros. Маршал Ворошилов) – radziecki, następnie rosyjski krążownik rakietowy projektu 1134A (ozn. NATO Kresta II), klasyfikowany oficjalnie jako duży okręt przeciwpodwodny. W czynnej służbie od 1973 do 1992 roku. W 1991 roku przemianowany na Chabarowsk (Хабаровск). Wchodził w skład Floty Oceanu Spokojnego.

## Budowa i skrócony opis
„Marszał Woroszyłow” był piątym zbudowanym okrętem projektu 1134A (Bierkut-A), znanego też od pierwszego okrętu jako typ Kronsztadt, a w kodzie NATO oznaczanego Kresta II. Okręt otrzymał nazwę na cześć marszałka Klimienta Woroszyłowa (1881-1969). Budowany był w im. A.A. Żdanowa w Leningradzie (numer budowy 725). Stępkę położono 29 października 1968 roku (istnieją rozbieżności w publikacjach). Okręt został wciągnięty na listę floty 7 marca 1970 roku . Wodowany został 8 października 1970 roku (według innych publikacji, 1971 roku). Do służby wszedł 15 września 1973 roku.
Okręty projektu 1134A były klasyfikowane jako duże okręty przeciwpodwodne (ros. bolszoj protiwołodocznyj korabl, BPK), niemniej na zachodzie powszechnie uznawane są za krążowniki. Ich zasadniczym przeznaczeniem było zwalczanie okrętów podwodnych, w tym celu główne uzbrojenie stanowiło osiem wyrzutni rakietotorped Mietiel, z ośmioma pociskami, wymienione następnie w trakcie modernizacji w połowie lat 80. na nowsze wyrzutnie Rastrub-B. Dodatkowo posiadały dziesięć wyrzutni torped kalibru 533 mm, z których można było wystrzeliwać torpedy przeciw okrętom podwodnym. Uzbrojenie przeciwpodwodne uzupełniały dwa dwunastoprowadnicowe miotacze rakietowych bomb głębinowych RBU-6000 (144 bomby kalibru 213 mm) i dwa sześcioprowadnicowe RBU-1000 (48 bomb kalibru 305 mm). Możliwości w zakresie zwalczania okrętów rozszerzał jeden pokładowy śmigłowiec Ka-25PŁ. Uzbrojenie artyleryjskie stanowiły dwa podwójnie sprzężone działa uniwersalne kalibru 57 mm AK-725, umieszczone nietypowo w dwóch wieżach na burtach, oraz dwa zestawy artyleryjskie obrony bezpośredniej w postaci dwóch par sześciolufowych naprowadzanych radarowo działek 30 mm AK-630M (łącznie cztery działka). Uzbrojenie rakietowe stanowiły dwie dwuprowadnicowe wyrzutnie przeciwlotniczych pocisków rakietowych średniego zasięgu Sztorm-M, na dziobie i na rufie, z zapasem 48 pocisków.
Okręty wyposażone były w odpowiednie środki obserwacji technicznej, w tym stacje radiolokacyjne dozoru ogólnego Woschod (MR-600) na maszcie dziobowym i Angara-A (MR-310A) na maszcie rufowym, radary artyleryjskie oraz kompleks hydrolokacyjny Titan-2 (MG-332) z anteną w gruszce dziobowej.

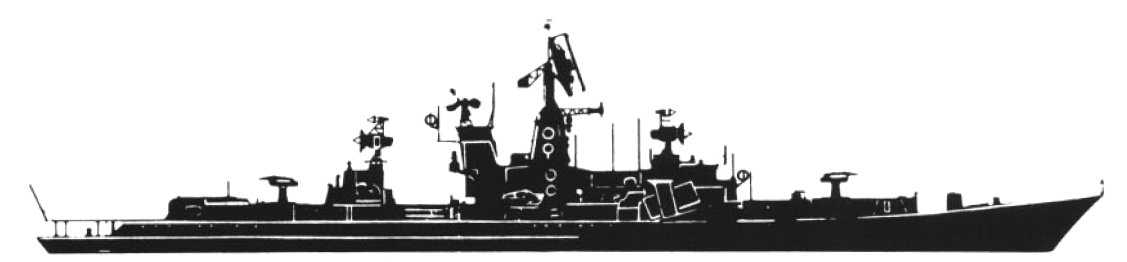
Sylwetka okrętów projektu 1134A

Okręty projektu 1134A miały wyporność standardową 5600 ton i pełną 7535 ton. Długość kadłuba wynosiła 159 m, a szerokość 16,8 m. Napęd stanowiły dwa zespoły turbin parowych TW-12 o łącznej mocy 90 000 KM, napędzające każdy po jednej śrubie. Parę zapewniały cztery kotły. Napęd zapewniał osiągnięcie prędkości maksymalnej 33 węzły, a ekonomicznej 18 węzłów. Załoga liczyła 343 osoby, w tym 33 oficerów.

## Służba
„Marszał Woroszyłow” od 26 października 1973 roku wchodził w skład Floty Oceanu Spokojnego ZSRR.
W połowie lat 80. przeszedł remont w stoczni Dalzawod we Władywostoku połączony z modernizacją, podczas którego okręt dostosowano do rakietotorped Rastrub-B.
24 stycznia 1991 roku okręt przemianowano na „Chabarowsk”, od miasta.
3 lipca 1992 roku okręt został wycofany ze służby (według innych publikacji, 29 października 1992). 30 marca 1994 roku wyruszył na holu na złom do Indii.